# Lahidne, Tokmak
Lahidne (în ucraineană Лагідне) este localitatea de reședință a comunei Kirove din raionul Tokmak, regiunea Zaporijjea, Ucraina.

## Demografie
Componența lingvistică a localității Lahidne
     Ucraineană (84,94%)
     Rusă (14,84%)
Conform recensământului din 2001, majoritatea populației localității Lahidne era vorbitoare de ucraineană (84,94%), existând în minoritate și vorbitori de rusă (14,84%).